# Baqa al-Gharbiyye
Baqa al-Gharbiyye (in arabo باقة الغربية‎?, in ebraico באקה אל-גרביה, בָּקַה אל-עַ'רְבִּיָּה‎?; letteralmente "Baqa Ovest") è una città prevalentemente araba nel distretto di Haifa di Israele, situata vicino alla Linea Verde. Nel 2003, Baqa al-Gharbiyye si unì al consiglio locale di Jatt per formare Baqa-Jatt, un'unificazione che fu sciolta pochi anni dopo. La città aveva una popolazione di 29 035 abitanti nel 2017.